# Mellanträdtangara
Mellanträdtangara (Camarhynchus pauper) är en akut utrotningshotad fågel i familjen tangaror inom ordningen tättingar. Den hittas enbart på en enda ö i Galápagosöarna.

## Utseende och läte
Mellanträdtangaran är en bastant finkliknande fågel med en kroppslängd på 12,5 cm. Hanen har svart huvud, vit- eller gulaktig undersida och gråbrun ovansida. Honan har gråbrunt huvud. Den skiljer sig från större trädtangara huvudsakligen genom, som namnet avslöjar, mindre storlek, men också mindre kraftig, papegojliknande näbb. Lätet beskrivs som en femstavig serie med "tju"-toner eller ett "dzi dzi dzi".

## Utbredning och status
Mellanträdtangaran förekommer enbart i våtmarker på ön Floreana i Galápagosöarna. IUCN kategoriserar arten som akut hotad. Den har ett mycket litet utbredningsområde och sentida studier visar att den minskar kraftigt till följd av angepp från parasiten Philornis downsi. Världspopulationen uppskattas till mellan 600 och 1700 vuxna individer.

## Familjetillhörighet
Liksom andra finkliknande tangaror placerades denna art tidigare i familjen Emberizidae. Genetiska studier visar dock att den är en del av tangarorna.

## Namn
Denna art tillhör en grupp fåglar som traditionellt kallas darwinfinkar. För att betona att de inte tillhör familjen finkar utan är istället finkliknande tangaror justerade BirdLife Sveriges taxonomikommitté 2020 deras namn i sin officiella lista över svenska namn på världens fågelarter.